# Griekse hockeyploeg (mannen)
De Griekse hockeyploeg voor mannen is de nationale ploeg die Griekenland vertegenwoordigt tijdens interlands in het hockey.
Griekenland wist zich nog nooit te plaatsen voor een hoofdtoernooi.